# Virgil Griffith
Virgil Griffith là một hacker người Mỹ, nổi tiếng với phần mềm miễn phí WikiScanner (ra mắt 14 tháng 8 năm 2007) cho phép những người sử dụng lần ra dấu vết những cá nhân hoặc tổ chức nào đã đệ trình và biên tập các thông tin mở trên Wikipedia, thông qua địa chỉ IP.

## Tiểu sử
Griffith sinh năm 1983 tại Alabama, tốt nghiệp Cao đẳng Toán và Khoa học Alabama năm 2002, và sau đó tiếp tục tại Đại học Tổng hợp Alabama, chuyên ngành Khoa học nhận thức, làm một thành viên của Mallet Assembly, chuyển sang Tổng hợp Indiana năm 2004, và quay lại lấy bằng danh dự Alabama tháng 8 năm 2007. Griffith hiện là sinh viên đã tốt nghiệp của Đại học Công nghiệp California. Griffith cũng là nghiên cứu sinh của Viện Santa Fe.

## Nghiên cứu
- Virgil Griffith, Markus Jakobsson, 2005. "Messin' with Texas: Deriving Mother's Maiden Names Using Public Records Lưu trữ ngày 29 tháng 9 năm 2007 tại Wayback Machine", ISBN 978-3-540-26223-7.
- Virgil Griffith, Larry Yaeger, 2005, MIT Press. "Ideal Free Distribution in Agents with Evolved Neural Architectures. A-Life 10 Conference".
- Griffith is listed as one of the contributors (as "Virgil G") in The Mammoth Book of Secret Codes and Cryptograms, 2006, ISBN 0-7867-1726-2.[4]
- Two articles in Phishing and Counter-Measures: Understanding the Increasing Problem of Electronic Identity Theft, ISBN 0-471-78245-9.

## Phần mềm WikiScanner
Phần mềm WikiScanner cho phép người dùng đối chiếu các chỉnh sửa của IP với dữ liệu về việc ai sở hữu những địa chỉ IP đó. Griffith đã download toàn bộ Wikipedia, thu được 5,3 triệu lượt chỉnh sửa, thực hiện bởi 2,6 triệu tổ chức hoặc cá nhân, tách riêng những bản ghi về các thay đổi của những người dùng nặc danh và các địa chỉ IP, chắp nối những địa chỉ IP có liên quan với nhau bằng các dịch vụ tìm kiếm địa chỉ net công cộng như ARIN, cũng như những dữ liệu về tên miền cá nhân cung cấp bởi IP2Location.com.